# فيرجيل أوسوليفان
فيرجيل أوسوليفان (بالإنجليزية: Virgil O'Sullivan)‏ هو سياسي أمريكي، ولد في 1918، وتوفي في 27 ديسمبر 2010.